# Melville Herskovits
Melville Jean Herskovits, né le 10 septembre 1895 à Bellefontaine (Ohio, États-Unis) et mort le 25 février 1963 à Evanston (Illinois, États-Unis), est un anthropologue américain. C'est un des pères de l'anthropologie afro-américaine.

## Biographie
Né dans l'Ohio en 1895, Melville Jean Herskovits a fait ses études à New York, dans l'université Columbia, où il sera notamment l'élève de Franz Boas. Néanmoins, c'est l'université Northwestern qui l'accueille pour sa carrière universitaire pour laquelle il effectuera des recherches sur le terrain dans plusieurs endroits : Guyane néerlandaise, Haïti, la Trinité, Brésil et Afrique occidentale.
Il appartient au courant culturaliste en anthropologie. La culture est pour lui ce qui distingue l'humain des autres animaux.

## Publications
- 1966 : L'héritage du Noir : mythe et réalité, Présence africaine
- 1967 : Les bases de l'anthropologie culturelle, Payot
- 1965 : L'Afrique et l'Africain entre hier et demain[4]